# Jiřina Čermáková
Jiřina Čermáková, z domu Hrabětová (ur. 17 listopada 1944 w Pradze, zm. 17 listopada 2019) – czechosłowacka hokeistka na trawie, medalistka olimpijska.
Uczestniczka letnich igrzysk olimpijskich w Moskwie w 1980. Wystąpiła we wszystkich meczach turnieju, w spotkaniu z Austrią strzeliła trzy bramki. Czechosłowackie hokeistki w swoim jedynym występie olimpijskim zdobyły srebrny medal.
Po zakończeniu kariery została trenerką klubu Slavoj Vyšehrad, w którym grała podczas kariery sportowej. Jej mężem był wioślarz Petr Čermák, medalista olimpijski z Tokio (1964).